# Neognophomyia productissima
Neognophomyia productissima är en tvåvingeart som beskrevs av Alexander 1944. Neognophomyia productissima ingår i släktet Neognophomyia och familjen småharkrankar.
Artens utbredningsområde är Costa Rica. Inga underarter finns listade i Catalogue of Life.